# Shūyesheh
Shūyesheh (persiska: شویشه) är en ort i Iran.   Den ligger i provinsen Kurdistan, i den nordvästra delen av landet, 400 km väster om huvudstaden Teheran. Shūyesheh ligger 1 533 meter över havet och antalet invånare är 1 136.
Terrängen runt Shūyesheh är huvudsakligen kuperad. Shūyesheh ligger nere i en dal.Runt Shūyesheh är det ganska tätbefolkat, med 144 invånare per kvadratkilometer. Shūyesheh är det största samhället i trakten. Trakten runt Shūyesheh består i huvudsak av gräsmarker.